# IPad Air (第3世代)
2019年3月18日に発表されたiPad Air（アイパッドエア）は、Appleが開発、販売しているタブレット型コンピュータで、iPad Airシリーズとしては第3世代にあたる機種。

## 概要
2019年3月18日（米国時間）にiPad Airの第3世代として発表され、即日発売を開始した。iPad Air 2以来3年半ぶりの新モデルである。CPUはiPhone XSと同様にApple A12 Bionic（モーションコプロセッサーのM12やNeural Engineを内蔵）を搭載している。
画面は、DCI-P3対応の10.5インチ（フルラミネーション）となって、第1世代のApple Pencilに対応した。また、Crayonにも対応している。10.5インチiPad Proと大きさが同じ筐体 (高さ:250.6 mm	幅:174.1 mm 厚さ:6.1 mm)を採用しているが、10.5インチiPad Proで採用されたProMotionテクノロジーは省略されている。また、10.5インチiPad Proは12メガピクセル(F1.8/光学式手ぶれ補正搭載)カメラを採用しているのに対して、当モデルは8メガピクセル(F2.4)カメラを搭載し、フラッシュや4K動画撮影は非搭載となっている。よって、カメラ部の出っ張りもなくなっている。10.5インチiPad Proにあった本体上部のスピーカーは設置されていない。
Wi-Fiは802.11a/b/g/n/ac, MIMOに対応し、最大866Mbpsである。LTEも広範囲な周波数帯に対応し、Wi-Fi+Cellularモデルはこれまでnano SIMのみだったものが、この世代よりeSIMにも対応となった。
付属する USB電源アダプタは、10Wのものである。前年発売の12.9インチiPad Pro (第3世代)や11インチiPad Pro (第1世代)で採用されたUSB Type-C端子の採用は見送られ、充電は従来モデルと同様Lightningケーブルを使用する。
iPad Air 2や同時発売のiPad mini (第5世代)と同様にホームボタンとイヤホンジャックのあるデザインで、Touch IDを搭載している。
iPad Airシリーズとして初めてSmart Keyboardに対応した。Smart  Keyboardは10.5インチiPad Pro用のものやiPad (第7世代)のものを使用できる。

## iPadモデルの変遷
（横スクロールできる画像です）